# Wu Yu-lun
Wu Yu-lun (* 10. Januar 1989) ist ein taiwanischer Poolbillardspieler.

## Karriere
2004 wurde Wu Yu-lun im Finale gegen seinen Landsmann Wu Chia-Ching Junioren-Weltmeister. Diesen Titel konnte er 2005 durch einen Finalsieg gegen Hayato Hijikata und 2006 im Finale gegen Ko Pin-yi erfolgreich verteidigen, bevor er 2007 Vizeweltmeister der Junioren wurde.
Mit drei WM-Titeln und einem zweiten Platz ist Wu Yu-lun der erfolgreichste Spieler der Junioren-Weltmeisterschaft.
Im Mai 2007 wurde Wu Dritter beim zweiten Turnier der Asian 9-Ball-Tour.
Im November desselben Jahres erreichte er bei der 9-Ball-WM die Runde der letzten 32, in der er jedoch dem Deutschen Harald Stolka mit 2:10 unterlag.
2009 gewann er bei den Asian Indoor Games 2009 eine Bronzemedaille im Six-Red-Snooker. Im November 2009 zog er bei der Amateurweltmeisterschaft im Snooker in die Runde der letzten 64 ein und verlor dort nur knapp mit 3:4 gegen den Inder IH Manudev. Daneben nahm er 2009 und 2010 an der Asienmeisterschaft teil, scheiterte jedoch beide Male in der Vorrunde. Mit dem taiwanesischen Team konnte er bei den Asian Indoor & Martial Arts Games 2013 eine weitere Bronze-Medaille gewinnen.